# Alberto Santos Dumont
Alberto Santos Dumont (Palmira, Imperio de Brasil, 20 de julio de 1873-Guarujá, Estados Unidos de Brasil, 23 de julio de 1932) fue un pionero de la aviación, inventor e ingeniero brasileño.
Si bien la mayoría de los historiadores considera a los hermanos Wright como los primeros en despegar a bordo de un avión más pesado que el aire impulsado por un motor aeronáutico, en virtud de los cuatro vuelos realizados el 17 de diciembre de 1903 y respecto de los cuales hay fotografías y cinco testigos, Santos Dumont fue el primero en cumplir un circuito preestablecido, bajo la supervisión oficial de especialistas en la materia, periodistas y ciudadanos parisinos. El 23 de octubre de 1906 voló cerca de 60 metros a una altitud de 2 a 3 metros del suelo con su 14-bis, en el campo de Bagatelle en París. En menos de un mes, repitió la hazaña delante de una multitud de testigos, recorriendo 220 metros a una altitud de 6 metros. El vuelo del 14-bis fue el primero verificado por el Aeroclub de Francia, de un aparato más pesado que el aire en Europa y posiblemente la primera demostración pública de un vehículo levantando el vuelo por sus propios medios, sin ser impulsado. El 14-bis tuvo un despegue autoimpulsado, razón por la cual, Santos Dumont es considerado por parte de la comunidad científica y aeronáutica como el "Padre de la aviación".
Heredero de una familia de prósperos caficultores, se pudo dedicar al estudio de la ciencia y la mecánica en París. Al contrario de otros pioneros de la aviación de la época, dejaba sus descubrimientos en el dominio público y sin registrar patentes.
La casa donde nació Santos Dumont está situada en el municipio de Palmira (hoy llamado Santos Dumont en su honor), a 240 km de Belo Horizonte y 220 km de Río de Janeiro. El sitio fue transformado en el Museo de Cabangu. También existe un pequeño museo acerca de su vida y hazañas en la ciudad de Petrópolis, en donde Dumont tenía una casa.

## Biografía

### Primeros años y familia
Alberto Santos Dumont nació en la localidad minera de Palmira, sexto hijo del matrimonio de Henri Dumont y Francisca dos Santos. Sus abuelos paternos fueron François Dumont y Euphrasie Honoré, ambos de nacionalidad francesa. François viajó a Brasil en busca de piedras preciosas para los negocios relacionados con orfebrería que tenía su suegro. Allí tuvo tres hijos, y falleció prematuramente. Henri Dumont se formó en la "École des Arts et Métiers" (Escuela de Artes y Oficios) de París, gracias a la ayuda de su padrino, especializándose en ingeniería. Al volver a Brasil, se empleó trabajando en el servicio de obras públicas de la ciudad de Ouro Preto. Se casó en 1856 con Francisca dos Santos, mudándose a Palmira debido al trabajo en la construcción del ferrocarril Don Pedro II (Central de Brasil), que unió Río de Janeiro con el estado de Minas Gerais, asumiendo la construcción del tramo ubicado en la Sierra de la Mantiqueira, instalando su campamento de obras en la localidad de Cabangu, cerca de Palmira. Allí fijó su residencia junto a su esposa y tuvo a su hijo, Alberto Santos Dumont.
Francisca dos Santos era hija del comendador Paulo Santos y de doña Rosalina. Henrique y Francisca se casaron el 6 de septiembre de 1856, en la Iglesia de Nuestra Señora del Pilar, en Ouro Preto. La pareja tuvo ocho hijos: Henrique (1857, Ouro Preto, Minas Gerais), Maria Rosalina (1860, Hacienda del Congo Soco, Santa Bárbara, Minas Gerais), Virgínia (1866, Jaguará, Rio de las Viejas, Minas Gerais), Luís (1869, Jaguará, Rio de las Viejas, Minas Gerais), Gabriela (1871, Jaguará, Rio de las Viejas, Minas Gerais), Alberto Santos Dumont (1873), Sofia (1875, Casal, Valença, Río de Janeiro) y Francisca (1877, Casal, Valença, Río de Janeiro).
El nacimiento de Alberto Santos Dumont ocurrió el día en que su padre cumplió 41 años. Pasados seis años, cuando se concluyó el tramo ferroviario, la familia se mudó para la localidad de Casal, en Valença (actualmente, el municipio de Río de las Flores), dedicándose al cultivo del café. Allí, Alberto fue bautizado el 20 de febrero de 1877 en la Parroquia de Santa Teresa. Henrique Dumont compró la Hacienda Arindeúva, a unos 20 km de la localidad de Ribeirão Preto. Llegó a ser considerado en esa época el rey del café por tener plantados, en esa propiedad, cerca de cinco millones de cafetales. La hacienda disponía además de siete locomotoras y 96 km de ferrovías, con el fin de sacar las cosechas al ferrocarril de Ribeirão Preto, que en esa época era considerado el más moderno de América del Sur.
Alberto Santos Dumont aprendió a escribir y leer gracias a su hermana Virginia. Además estudió en la ciudad de Campinas en el colegio Culto a la Ciencia, en São Paulo en los colegios Kopke y Morton y en la Escuela de Ouro Preto. En su infancia, Santos Dumont también estudiaba con profesoras particulares provenientes de Francia contratadas por su padre, directamente de París. Observaba las nubes y las aves; también se interesaba por los libros de Julio Verne y las demostraciones con globos de las fiestas juninas. En 1888, pudo ver por primera vez un globo traído por franceses para una feria realizada en San Pablo. Alberto se interesaba por la ingeniería y más tarde, en su adolescencia, pudo conducir las locomotoras de la hacienda de su padre, autorizado por él. También colaboraba en el mantenimiento de las máquinas de producción de café y las máquinas de coser de su madre. Analizando el funcionamiento de las máquinas de vapor, los engranajes y la transmisión por poleas, aprendió a lidiar con equipamientos mecánicos. Siempre buscando información sobre hazañas aéreas, conoció las experiencias con globos de aire caliente (aire que se calienta para servir de gas de elevación) hechas por los Hermanos Montgolfier en el año de 1783 y la de Jean Pierre Blanchard y John Jeffries que realizaron en 1785 al atravesar el Canal de la Mancha en un globo.
En 1890 su padre sufrió un accidente en una carreta y, por razones de su tratamiento, vendió su hacienda. En 1891 viajó con su padre a París y observó por primera vez un motor a gasolina, diferente de los motores a vapor que él conocía. Llevó para Brasil un automóvil Peugeot a gasolina, el primero de su tipo en todo el país. Al año siguiente, su padre le dio parte de su fortuna y la emancipación, aconsejándole estudiar ingeniería en Francia, para que Alberto pudiera desarrollar su potencial.

### Francia y los globos

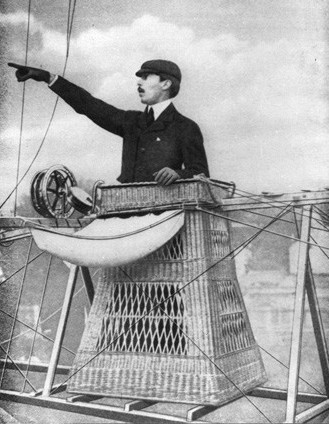
Santos Dumont a bordo de uno de sus dirigibles

Ya establecido en Francia, se dedicó a los globos, interesado en desarrollar mucho más el invento, que en esa época no tenía mucha facilidad de manejo. Sin embargo, los vuelos eran muy costosos, cosa que lo hizo desistir por un tiempo de volar y más bien dedicarse a los automóviles, participando incluso en algunas carreras. Poco tiempo después retomó sus estudios sobre los globos y la manera de maniobrarlos. Estudió con el Profesor García, humanista de origen español con un vasto conocimiento en física, mecánica y electricidad. También estudió en la Universidad de Bristol (Inglaterra) como alumno asistente y después regresó a París. En 1897, construyó un motor de explosión de dos cilindros, el cual adaptó a un triciclo.

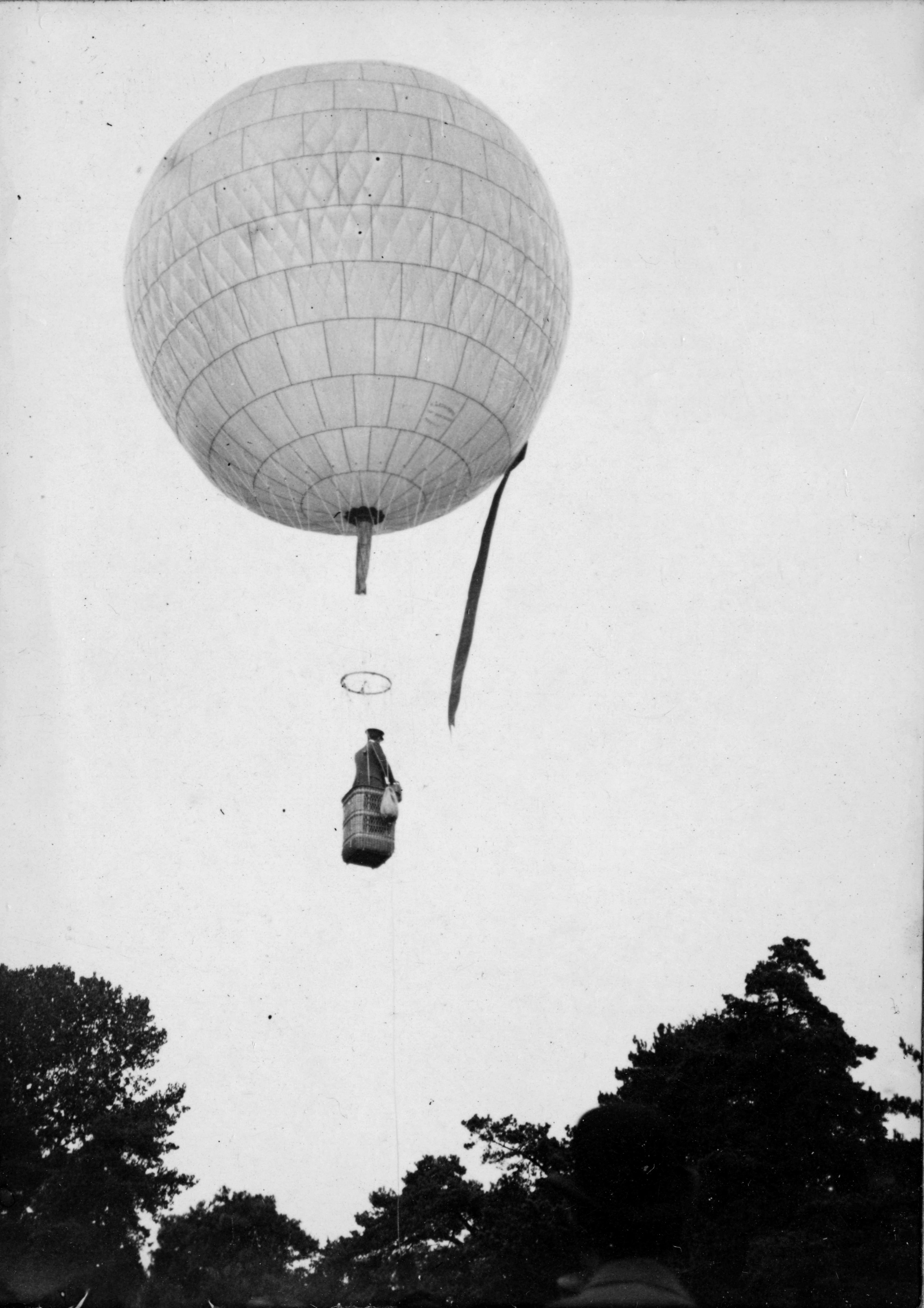
Santos Dumont ascendiendo en el globo Brasil. París, 4 de julio de 1898

En uno de sus viajes de regreso a Brasil, encontró entre algunos libros sobre globos, uno que hablaba sobre un señor de apellido Lachambre, constructor de globos, que junto a Machuron, habían construido un aparato (con el que realizaron una expedición al Polo Norte). Tiempo después conoció a Machuron, y el 23 de marzo de 1898 Santos Dumont realizó su primera ascensión junto a él en un globo de 750 m³, saliendo del Parque de Vaugirard en París y volando durante dos horas hasta el parque del Castillo de La Ferrière, recorriendo aproximadamente 100 km. Después de este primer viaje, Santos Dumont compró un globo a la tradicional casa constructora "Lachambre". Asistió a todas las etapas de la construcción, para aprender las técnicas y también añadir innovaciones. Santos Dumont hizo énfasis en que su globo fuese construido con seda japonesa para reducir su peso. Tenía un cesto para una sola persona y era de dimensiones reducidas (103 m³); por esa época, se decía que Santos Dumont había construido un globo que podía llevar en su maleta.
El 4 de julio de 1898 ascendió al cielo el "balão Brasil", que sorprendió a los parisinos por su pequeño tamaño. Santos Dumont comenzó a pensar en el problema de la maniobrabilidad y propulsión de los globos. Proyectó entonces su Número 1, de forma alargada como un cigarro, inflado con hidrógeno e impulsado por un motor a gasolina. Diseñó este prototipo de manera que las aspas de la hélice del motor y el tubo de escape no fueran a entrar en contacto con el hidrógeno y produjeran una explosión. En el primer intento de despegue, se estrelló contra unos árboles, debido a la sugerencia de algunas personas de realizar el despegue a favor del viento. Por tal razón, fue que el 20 de septiembre de 1898 realizó el primer vuelo de un globo autopropulsado; partió del Jardin d'Acclimatation, voló sobre París en contra y a favor del viento. Tuvo un pequeño accidente al descender, sin mayores consecuencias. En 1899, realizó vuelos con los dirigibles Número 2 y Número 3.
Con el éxito de los vuelos de Santos Dumont, el magnate petrolero Henri Deutsch de la Meurthe, ofreció un premio de cien mil francos a quien partiese del parque Saint Cloud y sin ningún tipo de auxilio en tierra, rodease la torre Eiffel y regresara al mismo punto inicial en no más de 30 minutos. A este reto se le denominó Premio Deutsch.

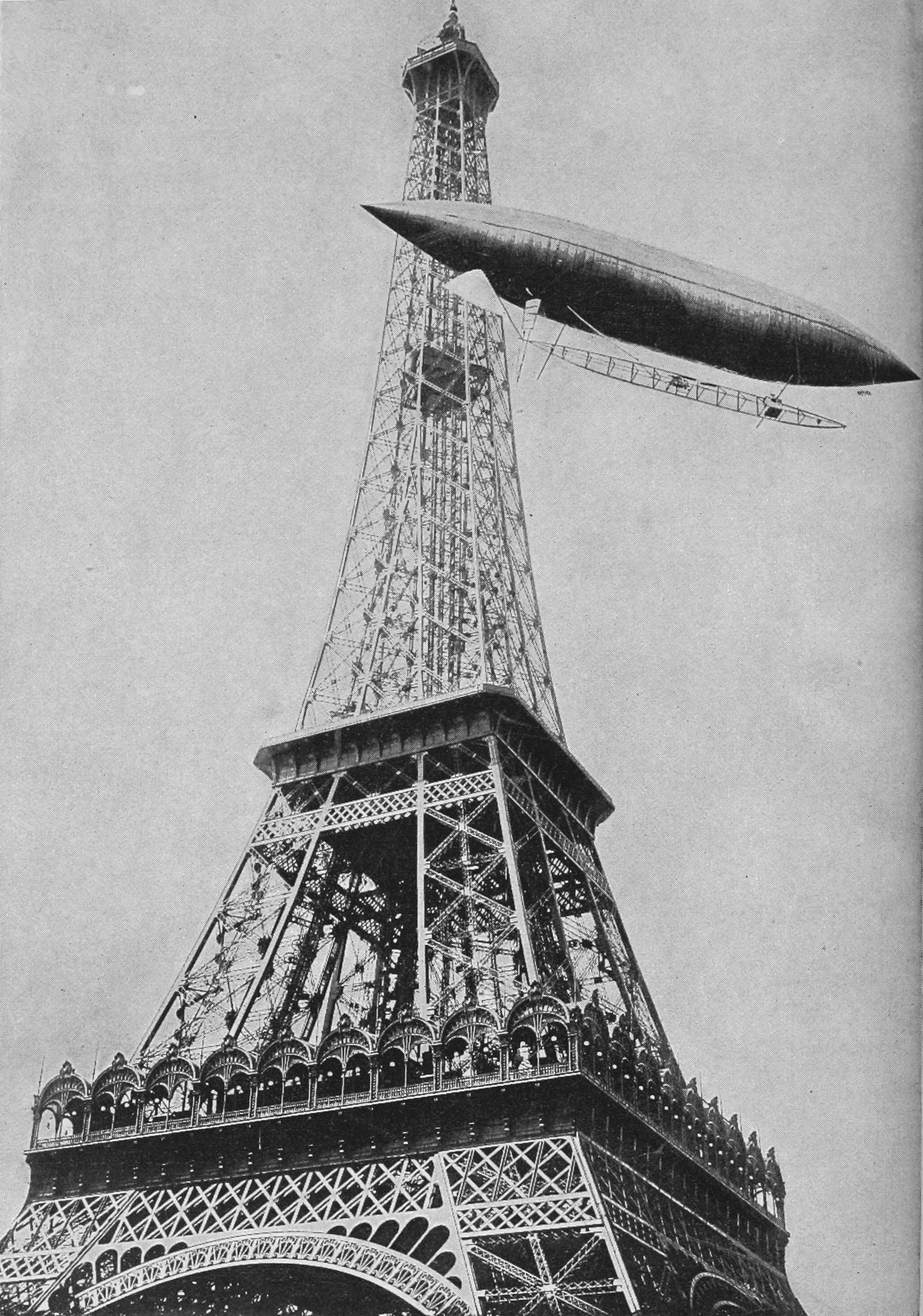
El aviador rodeando la Torre Eiffel de París con su dirigible «Número 5» el 19 de octubre de 1901

Santos Dumont realizó sus primeras pruebas con el dirigible Número 4 (septiembre de 1900) e intentó ganar el premio a bordo del Número 5. En el primer intento, el 13 de julio de 1901, despegó, rodeó la torre, pero un fallo del motor del globo hizo que perdiera el control, chocando contra los árboles del parque Edmond de Rothschild. El 8 de agosto lo intentó de nuevo. En este segundo intento, contó con la presencia de la Comisión Científica del Aeroclub de Francia, rodeó la torre Eiffel y continuó su camino de vuelta al parque Saint-Cloud, como exigía el desafío. El dirigible comenzó a perder hidrógeno y las cuerdas de suspensión comenzaron a ser cortadas por la hélice, cosa que obligó a Santos Dumont a detener el motor. El globo cayó y chocó contra el tejado del hotel Trocadero, causando una gran explosión. Santos Dumont se salvó porque se amarró a la quilla del dirigible, quedando suspendido en el aire, colgado del edificio del hotel; fue rescatado por los bomberos de París.
El 19 de octubre de 1901 convocó a los jurados del Aeroclub de Francia pero, debido al mal tiempo, solo llegaron 25, entre ellos el que ofreció el premio, Henri Deutsch de la Meurthe. En 29 minutos y 30 segundos, el Número 6 realizó la prueba y cruzó la línea de llegada. Sin embargo, hubo una polémica: la prueba había sido alterada y el nuevo reglamento decía que el desembarque también debía haber sido realizado dentro de los 30 minutos que exigía la prueba. Santos Dumont había desembarcado de su dirigible en 30 minutos y 29 segundos. La polémica continuó, hasta que el 4 de noviembre, el Aeroclub de Francia decidió declararlo vencedor. El premio de 129 000 francos que recibió, lo distribuyó entre su equipo y los empleados que tenía en París. El presidente de Brasil, Campos Salles envió otro premio del mismo valor, junto a una medalla de oro con su efigie y una alusión al escritor y poeta portugués Camões: Por céus nunca dantes navegados (Por cielos nunca antes navegados).

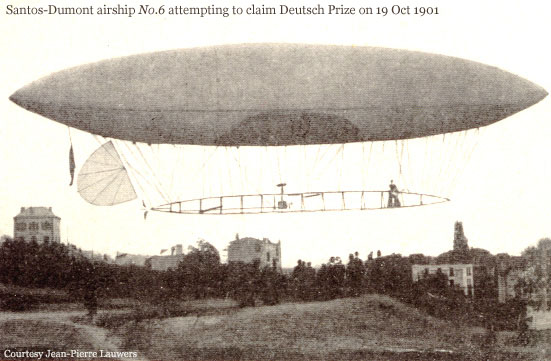
Alberto Santos Dumont en el dirigible N.º 6 en 1901, Coteaux de Longchamps.

En 1902, Alberto I de Mónaco le hizo una generosa invitación para que continuara realizando sus investigaciones sobre el vuelo y los globos en su Principado. Le ofreció un hangar en la playa de "La Condamine" y todo lo que fuese necesario para su comodidad y seguridad. Entre 1902 y 1903 fabricó otros dirigibles; el Número 7 para realizar carreras, después el Número 9, obviando la construcción del Número 8 por superstición contra el número y el mes de agosto. El dirigible Número 9 se hizo popular en París por ser bastante pequeño en relación con otros dirigibles y por la buena cantidad de demostraciones que Santos Dumont realizó en él; se dice que lo usaba para ir de visita a la casa de sus amigos y descendía en las calles con él para luego entrar a tomar algo en los cafés de París.
El 14 de julio de 1903, participó en la conmemoración de la Toma de la Bastilla desfilando con su dirigible. En esa celebración, Santos Dumont permitió conducir por primera vez a otra persona: la cubana Aída de Acosta. En junio de 1904, fue a los Estados Unidos para participar en la carrera de dirigibles de Saint Louis; desafortunadamente, sufrió la mano criminal de saboteadores, que dejaron inservible al dirigible Número 7.

### Más pesado que el aire

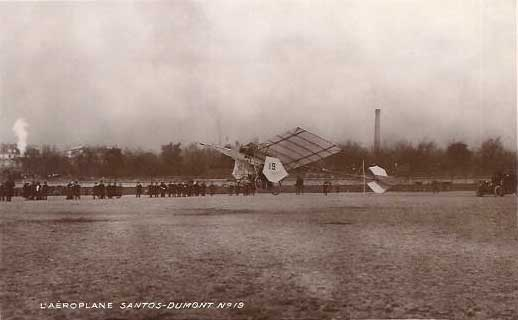
«Número 19», uno de los Demoiselles de Santos Dumont.

Santos Dumont continuó construyendo dirigibles: el Número 10, con capacidad para doce pasajeros. El Número 11 fue un bimotor que además tenía alas. El Número 12 era semejante a un helicóptero. En 1906, realizó experiencias con el Número 13 y en ese mismo año construyó el Número 14 que utilizó para realizar los primeros intentos de vuelo con su primer avión el 14-bis que inicialmente despegaba acoplado a este dirigible.
En ese año fue instituida la Copa Archdeacon por Ernest Archdeacon, para un vuelo mínimo de 25 metros con un aparato más pesado que el aire y autopropulsado. También fue instituido el Premio Aeroclub de Francia de 1500 francos para un vuelo de 100 metros con un aparato de iguales características a las del premio Archdeacon. En el mes de abril de 1902, viajó a los Estados Unidos, donde visitó los laboratorios de Thomas Alva Edison, en Nueva York y fue recibido en la Casa Blanca de Washington por el entonces presidente de la nación norteamericana Theodore Roosevelt.

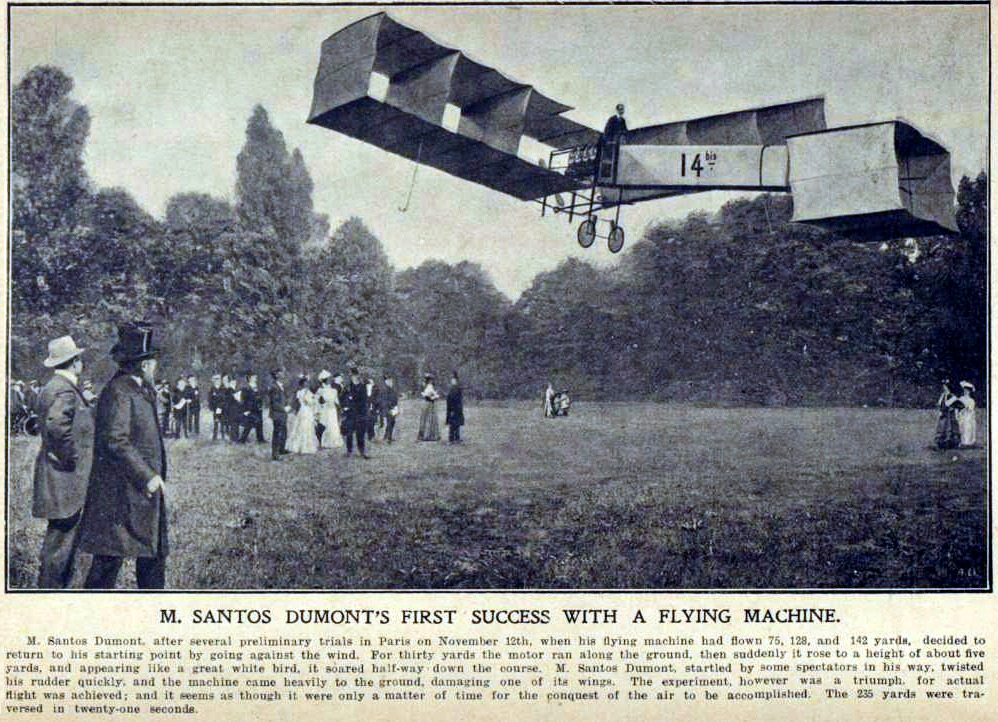
El vuelo del 12 de noviembre de 1906 en el 14-bis.

El 23 de octubre de 1906, hizo un vuelo de 60 metros en el campo de Bagatelle, conquistando la Copa Archdeacon, siendo considerada la primera vez que una aeronave corrió y despegó sin ningún tipo de ayuda y utilizando solamente sus propias fuerzas. El 12 de noviembre de 1906, se reunió con Gabriel Voisin y Louis Blériot, quienes habían construido una aeronave para competir. Santos Dumont les dio tiempo para que pudiesen despegar, pero no lo lograron; él en su primer intento a las diez de la mañana tampoco lo logró, pero en su cuarto intento realizó un vuelo de 220 metros estableciendo el primer récord de distancia, ganando el premio del Aeroclub de Francia. También construyó una aeronave Número 15 con alas de madera, una Número 16 que era mezcla de dirigible y avión y las Número 17 y Número 18 que eran deslizadores acuáticos. Descontento con los resultados de estos últimos prototipos, hizo una nueva serie de aparatos de menor tamaño y más perfeccionados, llamados Demoiselles, que iban del número 19 al 22.

### Después del 14-Bis
El éxito de los vuelos de Santos Dumont y el hecho de que jamás patentó sus inventos con la intención de motivar las innovaciones aeronáuticas, incentivó a los ingenieros e inventores a desarrollar nuevos proyectos. Voisin fabricó junto a Léon Delagrange un biplano que voló en Bagatelle en los meses de marzo y abril de 1907. Blériot también realizaba pequeños vuelos con sus modelos. El 2 de noviembre de 1907, Henri Farman superó el récord del 14-bis al volar 771 metros en 52 segundos a bordo de un avión construido por Voisin. En septiembre, Santos Dumont, llevó a cabo experiencias en el río Sena, con el Número 18 que era un deslizador acuático.
En 1909, se llevaron a cabo dos grandes eventos: la Semana de Champagne en la ciudad francesa de Reims, el cual fue el primer encuentro aeronáutico del mundo, donde se disputaron varias pruebas con premios que sumaron los doscientos mil francos y el Desafío de atravesar el Canal de la Mancha, lanzado a todos los aviadores. En enero de ese año, Santos Dumont obtuvo la primera licencia de aviador, autorizada por el Aeroclub de Francia.

### Homenajes y retiro

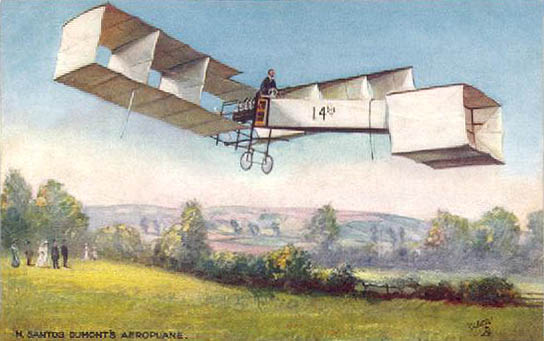
Tarjeta postal francesa que muestra a Santos Dumont en el 14-bis

El 25 de julio de 1909, Blériot atravesó el Canal de la Mancha, convirtiéndose en un héroe nacional para los franceses. Guillermo II, emperador de Alemania, dijo entonces una frase que apareció impresa en varios periódicos: Inglaterra ya no es una isla. Santos Dumont, en una carta, felicitó a Bleriot, su amigo, con las siguientes palabras: Esta transformación de la geografía es una victoria de la navegación aérea sobre la navegación marítima. Un día, tal vez, gracias a usted, el avión atravesará el Atlántico. Bleriot entonces le respondió: Yo no hice más que seguirlo e imitarlo. Su nombre es para los aviadores una bandera. Usted es nuestro líder.
Santos Dumont comenzó a sufrir de esclerosis múltiple. Envejeció en apariencia y se sintió cansado para continuar compitiendo con nuevos inventores en las diversas pruebas. Terminó las actividades de su oficina en 1910 y se aisló de la vida social parisina. En reconocimiento a sus conquistas, el Aeroclub de Francia lo homenajeó con la construcción de dos monumentos: el primero, en 1910, erguido en el campo de Bagatelle, donde realizó su histórico vuelo del 14-bis y el segundo, en 1912, en Saint-Cloud, en conmemoración del vuelo del dirigible Número 6, ocurrido en 1901. El 18 de septiembre de 1909, realizó su último vuelo en uno de sus aparatos, volando sobre una multitud, sin colocar las manos en los comandos de la aeronave; llevaba dos pañuelos, uno en cada mano, los cuales soltó cuando pasó sobre la multitud.

### Últimos años de vida

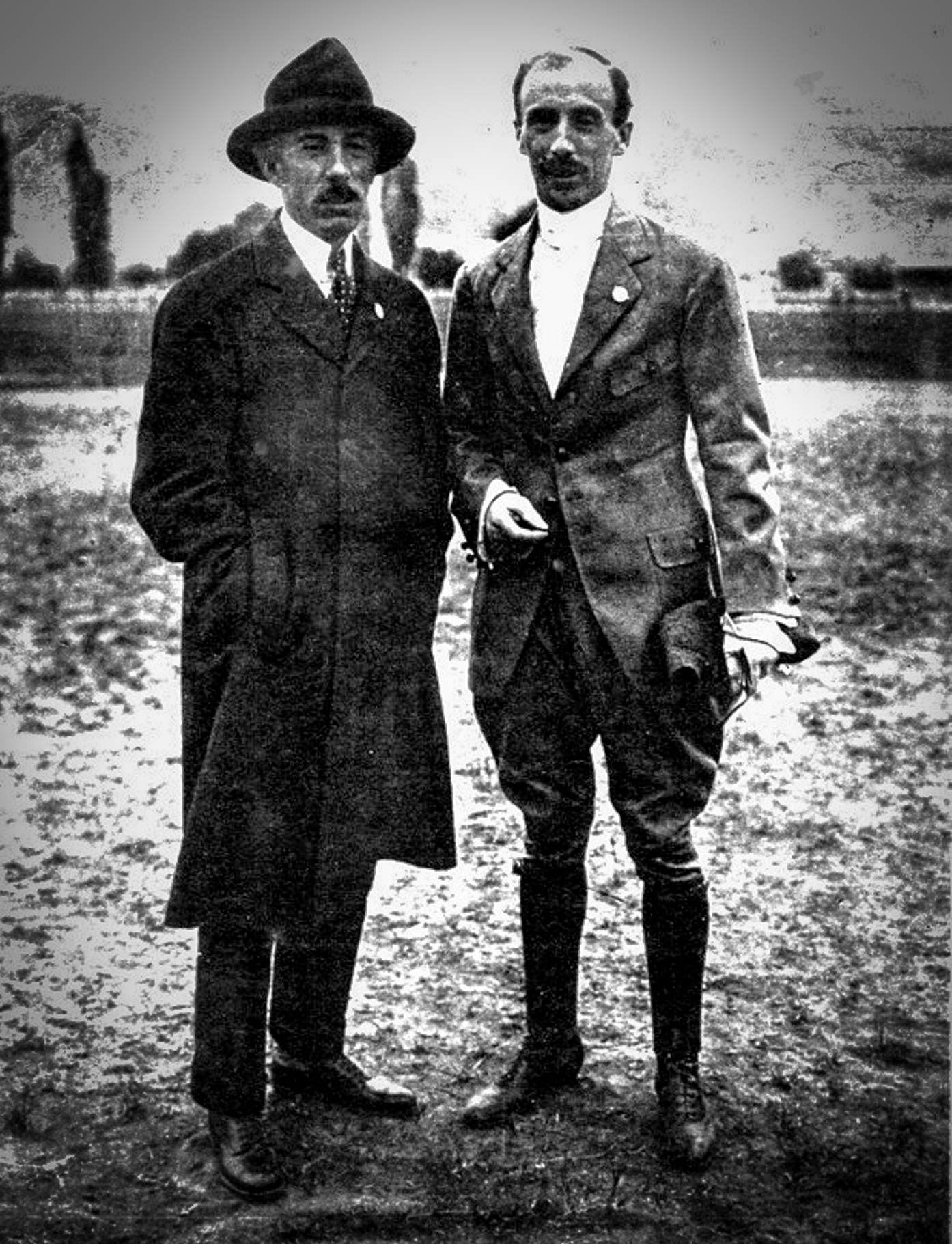
Santos Dumont en 1916 junto a otro pionero de la aviación, el argentino Eduardo Bradley

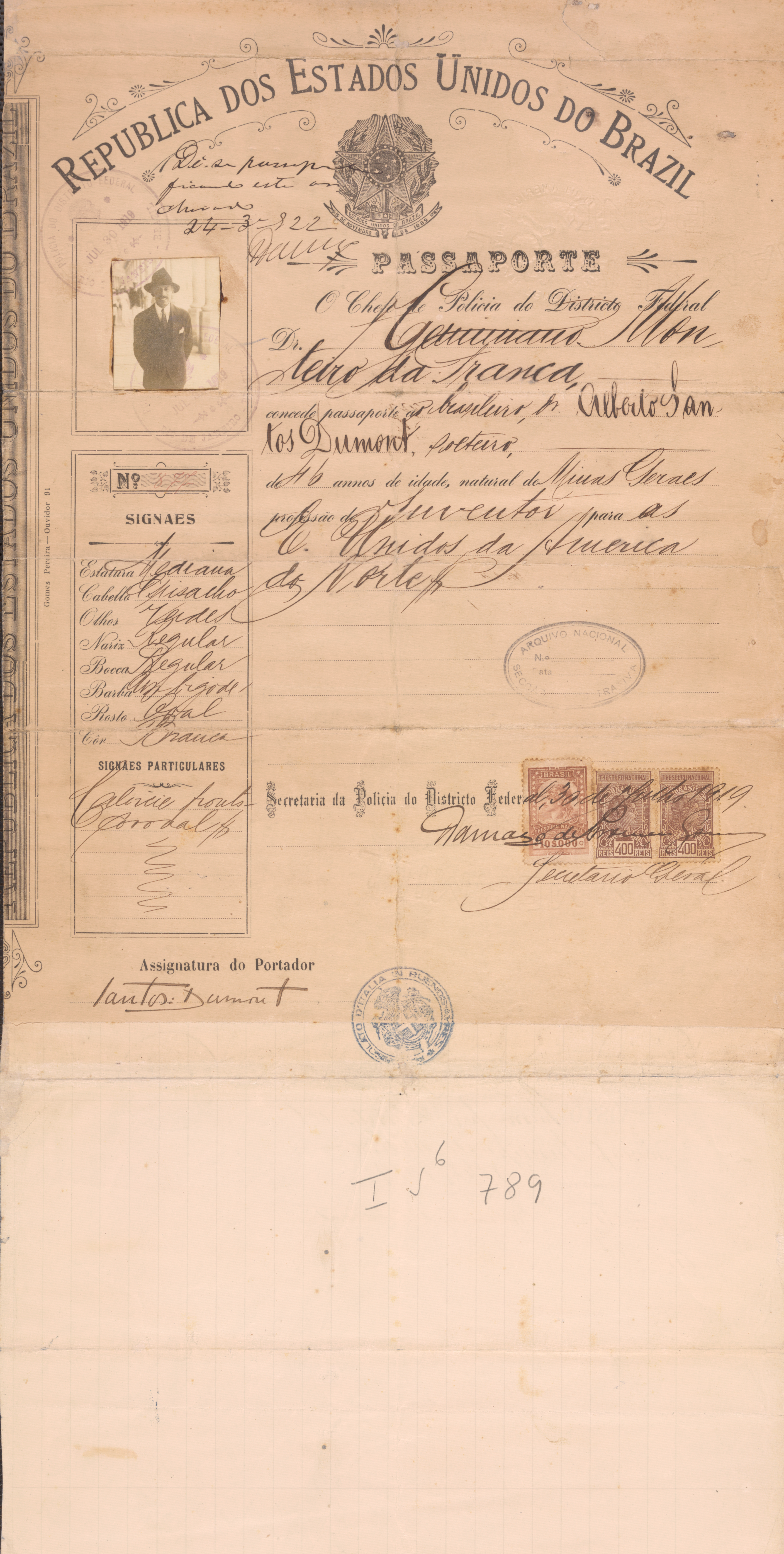
Pasaporte de Santos Dumont, 1919

En agosto de 1914, Francia fue invadida por las tropas alemanas. Era el inicio de la Primera Guerra Mundial. Los aeroplanos comenzaron a ser usados en la guerra, primero para la observación de tropas enemigas y después en combates aéreos, que eran cada vez más violentos, con el uso de ametralladoras y bombas. Santos Dumont vio de un momento a otro cómo su sueño de ver a la Humanidad volando, se convertía en pesadilla. Entonces comenzó la guerra de nervios del Padre de la Aviación.
Comenzó a dedicarse al estudio de la astronomía, residiendo en Trouville, cerca del mar. Para eso usaba diversos aparatos de observación, que los vecinos creyeron que eran artificios de espionaje para colaborar con los alemanes. Cayó preso por esta acusación, pero el incidente fue aclarado y el gobierno francés pidió disculpas formalmente. Su estado de salud empeoró y en 1915 decidió retornar a Brasil. Entre diciembre de 1915 y enero de 1916 participó en el 2.º Congreso Científico Pan-Americano en Washington en los Estados Unidos, donde se abordó el tema del uso de la aviación como forma de facilitar las relaciones entre los países de América. Pero el avión era utilizado en ese momento para fines militares en la Primera Guerra Mundial. En los Estados Unidos se fabricaban 16 aviones militares por día.
Regresó al Brasil y al sufrir una depresión que iba a acompañarlo hasta sus últimos días, encontró refugio en Petrópolis, donde proyectó la construcción de su casona La Encantada: una casa con diversas invenciones propias, como una ducha de agua caliente y una escalera donde se debía pisar primero con el pie derecho. La casa es actualmente un museo. Permaneció allí hasta 1922, cuando decidió visitar Francia llamado por unos amigos. Nunca más estableció un sitio de residencia fijo. Permanecía algún tiempo en París, São Paulo, Río de Janeiro, Petrópolis y la Hacienda Cabangu en Minas Gerais.

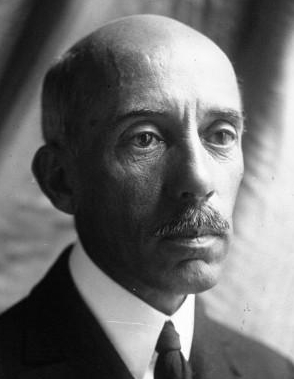
Santos Dumont en 1922

En el año 1922 condecoró a Anésia Pinheiro Machado, que durante las celebraciones del centenario de la independencia de Brasil realizó el trayecto Río de Janeiro-São Paulo en un avión. En ese mismo año, mandó construir una tumba para sus padres y para sí mismo, en el Cementerio de San Juan Bautista, en Río de Janeiro. La tumba es una réplica del Ícaro del parque Saint-Cloud en París.
En enero de 1926, apeló a la Sociedad de Naciones para que se impidiera la utilización de los aviones como armas de guerra. Llegó a ofrecer diez mil francos para quien escribiera la mejor obra contra la utilización de aviones en la guerra. En ese mismo año, inventó un motor portátil para esquiadores, que facilitaba la subida a las montañas. Fue probado por la campeona de esquí de Francia, la señorita Porgés.
Ese año se internó en el sanatorio de Valmont-sur-Territet en Suiza. En mayo de 1927 fue invitado por el Aeroclub de Francia para presidir el banquete en homenaje a Charles Lindbergh, por la travesía a través del Atlántico, pero declinó la invitación debido a su estado de salud. Pasó un tiempo de convalecencia en Glion, Suiza y después regresó a Francia. Volvió a Brasil en el barco Cap Arcona en 1928. La ciudad de Río de Janeiro lo recibió festivamente. Pero ocurrió un accidente cuando el hidroavión de la empresa Cóndor Syndikat (el cual llevaba el nombre de Santos Dumont) iba a darle la bienvenida, al sobrevolar el barco donde estaba, se estrelló sin dejar supervivientes. El avión llevaba personas notables del mundo de la ingeniería. Abatido, suspendió las festividades y volvió a París.
En junio de 1930 fue condecorado por el Aeroclub de Francia con el título de gran oficial de la Legión de Honor de Francia. En junio de 1931 fue elegido miembro de la Academia Brasilera de Letras. También en 1931 estuvo internado en casas de salud en Biarritz y en Orthez, en el sur de Francia. Antonio Prado Júnior, exalcalde de Río de Janeiro (en esa época capital de Brasil), había sido exiliado por la revolución de 1930 y huyó a Francia donde encontró a Santos Dumont en delicado estado de salud, lo que lo llevó a entrar en contacto con la familia y pedirle a su sobrino Jorge Dumont Villares que lo fuera a buscar a Francia. De vuelta a Brasil, pasaron por Araxá, en Minas Gerais, Río de Janeiro, São Paulo y finalmente se instalaron en el hotel la Plage en Guarujá, en 1932.
En 1932 ocurrió la revolución constitucionalista, en la que el estado de São Paulo se levantó contra el gobierno revolucionario de Getúlio Vargas. Eso incomodaba mucho a Santos Dumont, que realizó llamamientos para que no hubiera una guerra entre brasileños. Pero el conflicto era irrefrenable y los aviones atacaron el Campo de Marte, en São Paulo el 23 de julio de ese año. Posiblemente, sobrevolaron Minas, Goiás y la visión de los aviones en combate pudo haber causado una profunda angustia en Santos Dumont, que ese día, aprovechando la ausencia de su sobrino, quiso dar fin a su propia vida, tres días después de haber cumplido 59 años, aunque aún hay dudas sobre la causa de su muerte. No dejó descendencia.

## Inventos

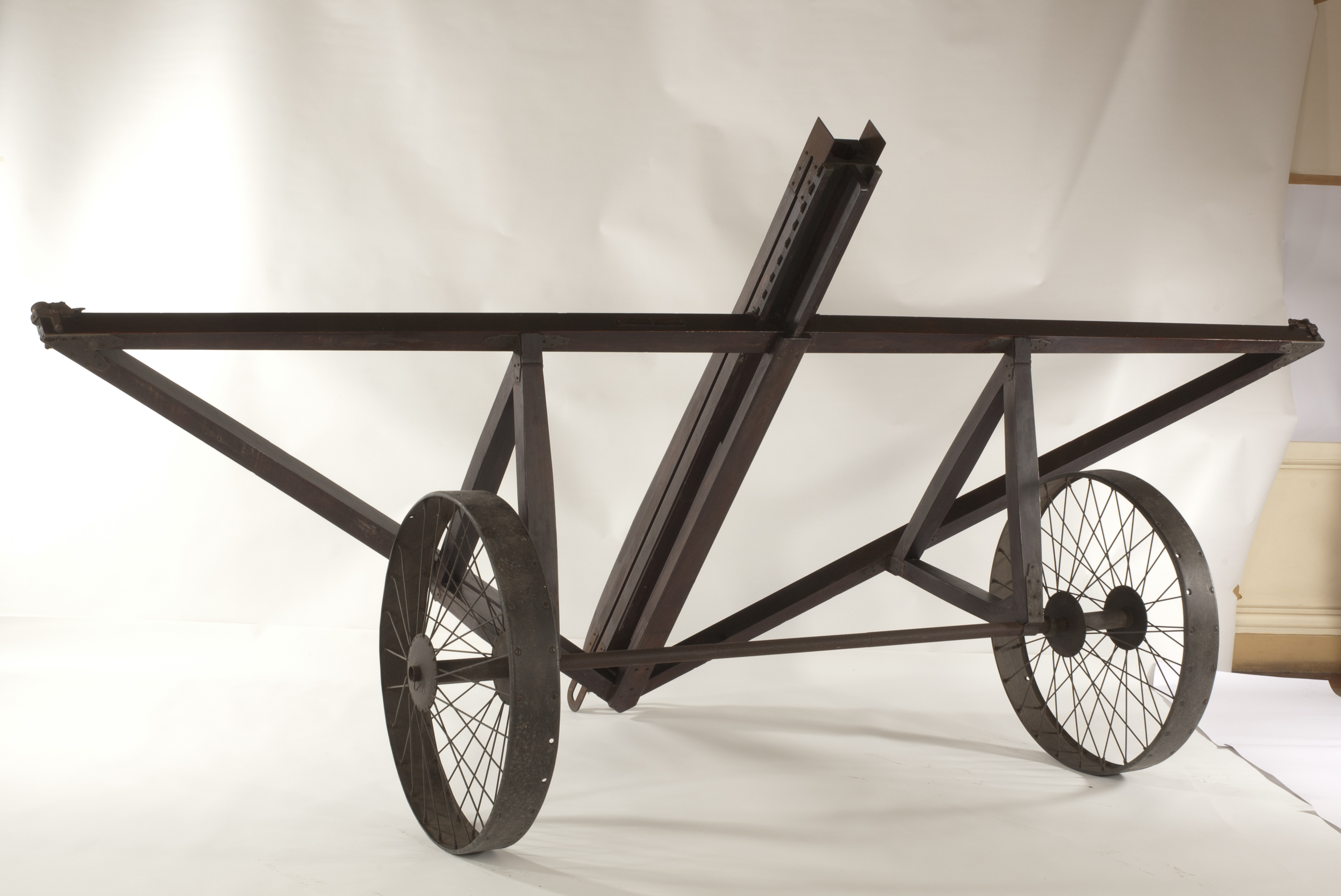
Catapulta Salva-Vidas

Sus principales inventos registrados en la historia fueron los siguientes:
1. 1900: Garagem aérea: primer Hangar del mundo[6][7]
2. 1901: Dirigible n°6[8][9]
3. 1904: Reloj pulsera Santos-Cartier[10][11]
4. 1906: Chuveiro: Ducha de agua caliente[12][13]
5. 1906: Aeronave biplano14-bis[4][14]
6. 1926: Transformador marciano: Motor portátil para ski[15][16]
7. 1929: Catapulta salva-vidas[12][17]

## Homenajes

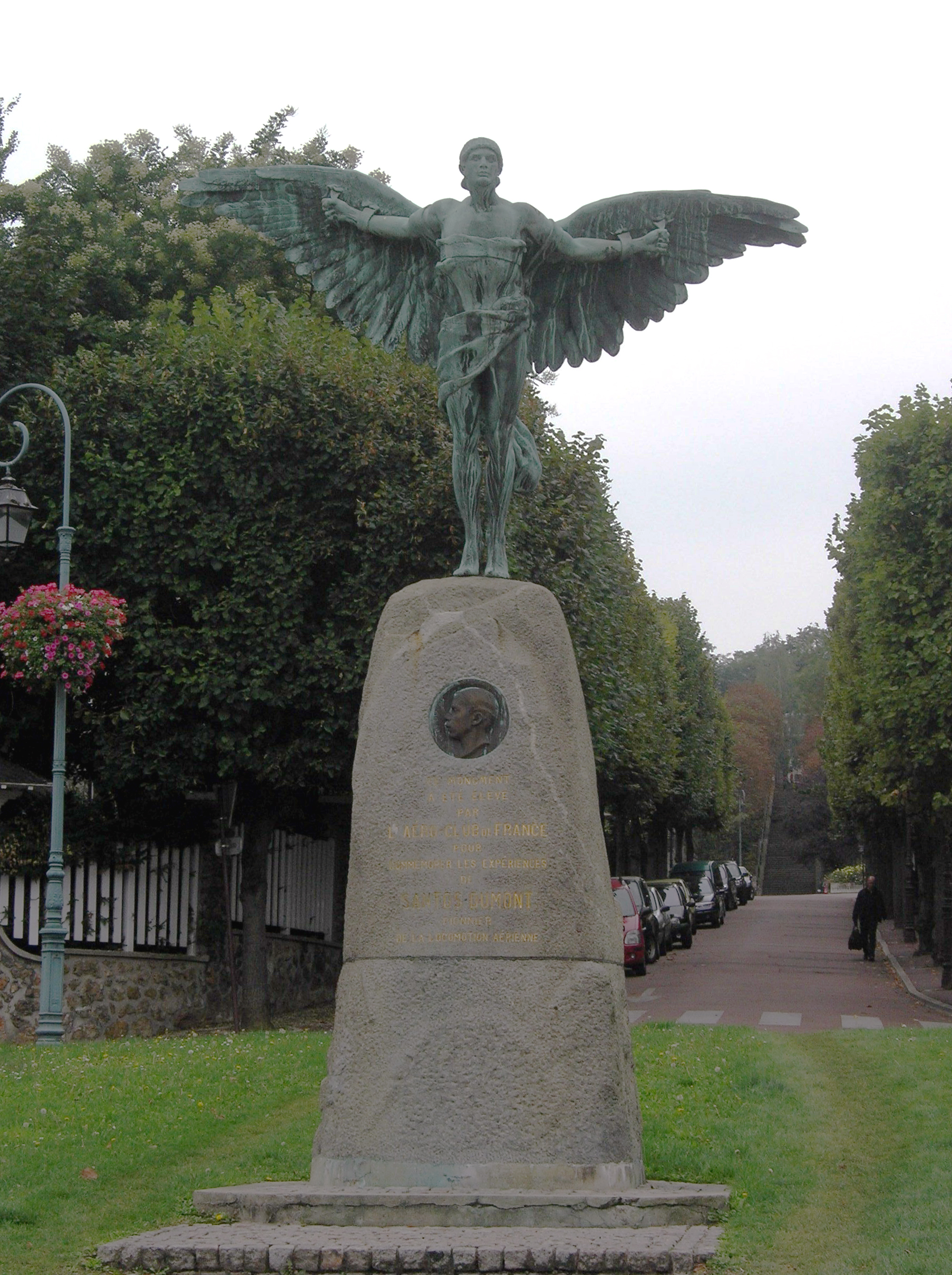
Estatua en homenaje a Santos Dumont en Saint-Cloud, Francia.

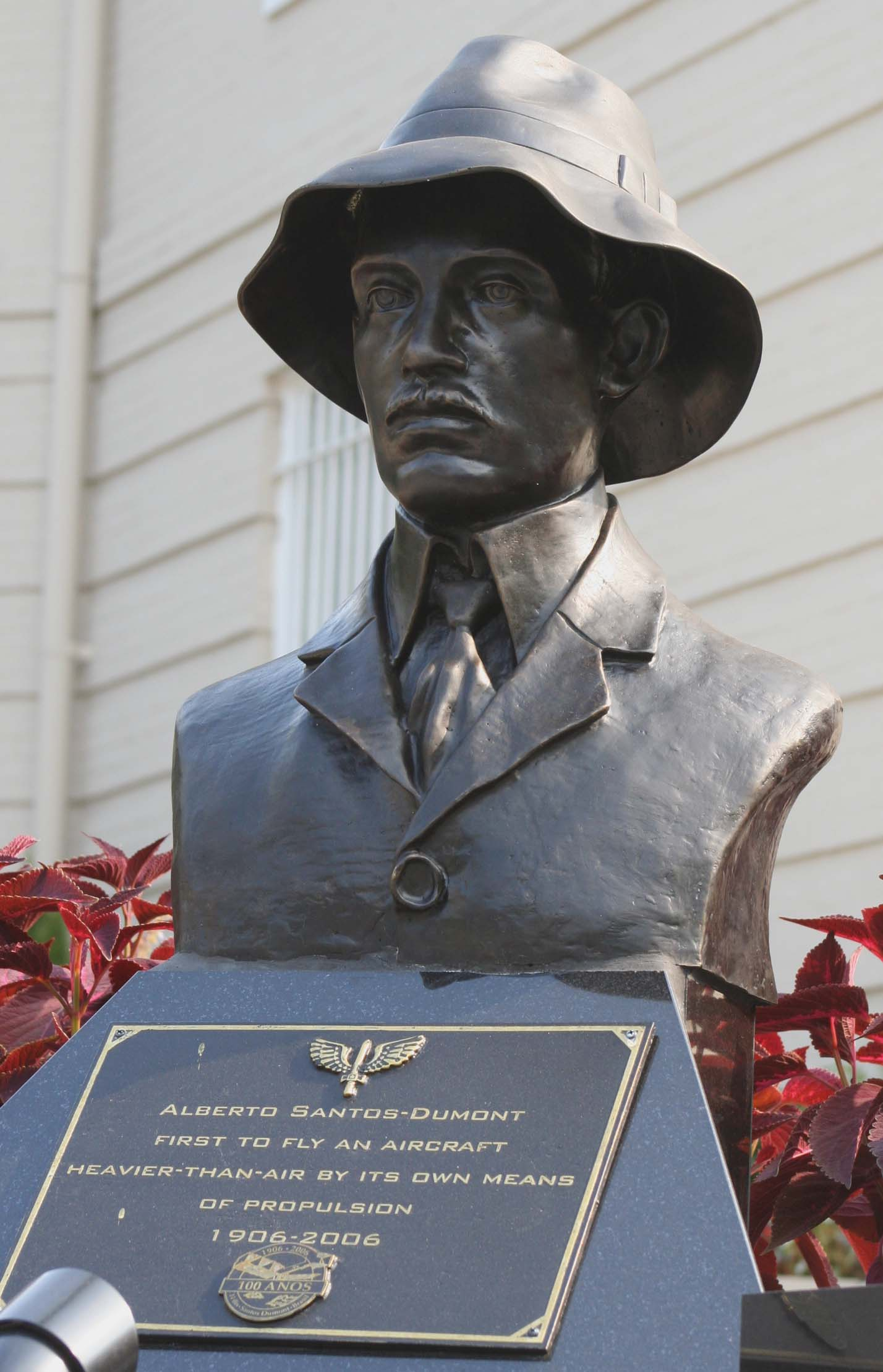
Busto de Santos Dumont situado cerca de la embajada de Brasil en Washington D. C., Estados Unidos.

- El 31 de julio de 1932 el decreto estatal brasileño n.° 10.447 cambió el nombre de la ciudad de Palmira, en Minas Gerais, por Santos Dumont.
- La ley n.° 218 de Brasil, del 4 de julio de 1936, estableció el 23 de octubre como el "día del aviador", en homenaje al primer vuelo de la historia, realizado en esta fecha, en 1906.
- El 26 de octubre de 1936, el primer aeropuerto de Río de Janeiro fue bautizado con su nombre.
- En el año de 1956 el Correo Brasileño lanzó una serie de estampillas conmemorativas por el cincuenta aniversario del primer vuelo de un aparato más pesado que el aire. En el mismo año, el Correo de Uruguay lanzó una serie de estampillas conmemorando el mismo acontecimiento.
- La ley 3636 de Brasil, del 22 de septiembre de 1959, le concedió el grado honorífico de Mariscal del Aire.
- En 1973 el Correo Brasileño lanzó una serie de estampillas conmemorativas por el centenario del natalicio de Santos Dumont. El mismo hecho fue conmemorado por los correos de Bolivia y Francia. También en este año fue lanzada una producción con dos LP sobre el centenario de Santos Dumont.
- En 1976 la Unión Astronómica Internacional rindió homenaje al inventor brasileño, bautizando el cráter lunar Santos-Dumont[18] con su nombre. Es el único brasileño que ha recibido esta distinción.
- En 1981 el Correo Brasileño lanzó una serie de estampillas, conmemorando los 75 años del primer vuelo de Santos Dumont.
- La ley 7243 de Brasil, del 4 de noviembre de 1984 le concedió el título de "Patrono de la Aeronáutica Brasileña".
- El 13 de octubre de 1997 el entonces presidente de Estados Unidos, Bill Clinton, en visita al Brasil, leyó un discurso en el palacio de Itamaraty, refiriéndose a Santos Dumont como el "padre de la aviación".
- En 1997 el Correo Brasileño lanzó una serie de estampillas conmemorando el centenario de la maniobrabilidad de los globos.
- En 2005 el gobierno brasileño compró un avión Airbus para el desplazamiento del presidente de la república el cual fue bautizado Avión Presidencial "Santos Dumont".
- El 18 de octubre de 2005, la Agencia Espacial Brasileña (AEB) y la Agencia Espacial Federal de Rusia (Roscosmos) firmaron un acuerdo para la realización de la Misión Centenario, que llevó al astronauta brasileño Marcos César Pontes a la Estación Espacial Internacional. La misión es un homenaje al centenario del vuelo de Santos Dumont en el 14-Bis, ocurrido el 23 de octubre de 1906. El lanzamiento de la nave Soyuz TMA-8 fue el 30 de marzo de 2006, en el Centro de Lanzamiento Baikonur en Kazajistán.
- La canción "Adiós Lucrecia" (También conocida como "Dumont y Lucrecia") de Fernando Estenoz y Miguel Antonio Medina, cantada por Pedro Infante en la película "Escuela de vagabundos" menciona en diversas ocasiones a Santos Dumont.[19]
- El grupo musical Intercontinental Music Lab habla de Santos Dumont en la canción "Wondermachines".
- El grupo musical chileno Los Prisioneros menciona a Santos Dumont en la canción "Concepción". A su vez, la Municipalidad de Recoleta lo homenajea entre el Cerro San Cristóbal y Av. Independencia, con una calle con el nombre del Aviador Brasileño, esta rodea el Cerro Blanco y el Hospital JJ Aguirre. A todo lo anterior, se le suma la salida de 2 Estaciones de Metro, una ubicada en Línea 2 y la otra en la Línea 3.
- El grupo musical argentino Ciro y Los Persas menciona a Santos Dumont en la canción "Barón Rojo".
- En la Ceremonia de apertura de los Juegos Olímpicos de Río de Janeiro 2016, se realizó un homenaje a Alberto Santos Dumont, con una réplica del avión 14-bis, con un actor interpretando a Alberto Santos Dumont.
- En la ciudad de Santa Cruz de la Sierra, Bolivia se encuentra una avenida principal con su nombre que comunica el centro con el sur de la ciudad, y bordeando el  Aeropuerto El Trompillo  en el ahora centro de la misma ciudad, la entrada del Colegio Militar de Aviación, se encuentra en esa misma avenida.
- El 23 de octubre de 2018, en la ciudad de Santiago de Chile, en la intersección de la Av. Recoleta y la calle Santos Dumont se inauguró un monumento en honor al piloto y aviador que en 1922 visitó Chile, año desde el cual esa calzada lleva su nombre.[20][21][22]

### Canción en homenaje a Santos Dumont
Eduardo das Neves (1874-1919), cantante y compositor, escribió la marcha La conquista del Aire en 1903, homenajeando las hazañas de Dumont:

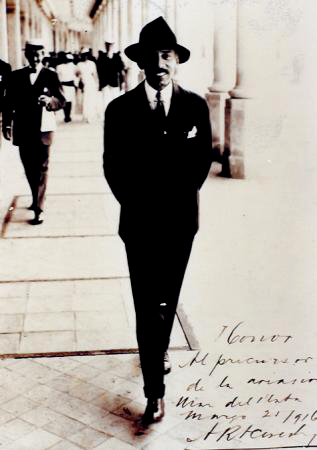
Santos Dumont en 1916.

Europa se inclinó ante el Brasil
Y gritó  Glorias  a media voz.
Brilló allá en el cielo otra estrella:
Apareció Santos Dumont.
Salve, estrella de la América del Sur,
Tierra amada del indio audaz, ¡guerrero!
Santos Dumont, ¡un brasilero!
La conquista del aire a la que aspiraba
La vieja Europa, poderosa y viril,
¡la que la ganó fue el Brasil!
Por eso, el Brasil, tan majestuoso,
Del siglo, tiene la mayor gloria:
Creó en su seno un gran héroe
Que hoy tiene renombre universal.
Marcó para siempre el siglo veinte
El héroe que asombró al mundo entero:
Más alto que las nubes. Casi Dios,
Santos Dumont – un brasilero.